# Aimee Song
Aimee Song (Los Ángeles, California, 10 de diciembre de 1986) es una bloguera y decoradora de interiores más conocida por ser la fundadora de Song of Style, un sitio web destinado a la moda, viajes e interiorismo. 
Pese a que la moda es el foco principal del reconocido blog, Aimee ha declarado en varias oportunidades que la moda no fue su primera pasión. Empezó a bloguear en el año 2008, al mismo tiempo que estudiaba arquitectura de interiores en la ciudad de San Francisco, originalmente con el objetivo de publicar fotos de diseño de interiores. Sin embargo, cuando ella subió una fotografía de uno de sus atuendos brillantes y atrevidos antes de una entrevista de trabajo, prontamente despertó el interés del público amante de la moda.

## Educación
Aimee Song nació y se crio en Los Ángeles, California, y es de ascendencia coreana y japonesa por parte de madre. En 2008 inició su carrera en la Universidad Academia de Arte en San Francisco, misma donde en 2012 se licenció en arquitectura de interiores.

## Ámbito profesional
La primera incursión de Song en el mundo de la blogosfera comenzó en octubre de 2008, acumulando, casi 10 años después, 2 millones de visitas al mes. No obstante, también tiene presencia en otras plataformas como Instagram, en la que cuenta con 4.8 millones de seguidores, y YouTube, con más de 280 mil suscriptores y más de 18 millones de visualizaciones.
Junto con su hermana, Dani Song, a finales de 2014 lanzaron su propia colección de ropa llamada Two Songs. La colección está conformada por piezas básicas en lugar de extravagantes, y cada una de ellas es diseñada, producida y confeccionada en Los Ángeles. Asimismo, Aimee dirige un negocio de diseño de interiores llamado Song of Style Design.
Su pasión por el diseño y la decoración se hace evidente en sus fotografías, motivo por el cual surgió la idea para su primer libro. El 20 de septiembre de 2016 tuvo lugar el lanzamiento de Capture your style —cuyo prefacio fue escrito por la reconocida diseñadora de moda Diane von Fürstenberg —  en el cual manifiesta lo esencial para tomar fotografías cuidando el estilismo y, asimismo, cómo crear una marca online.
Gracias a su blog se ha convertido en una de las personas más influyentes de su generación. Debido a sus logros en la industria, Forbes la presentó en su lista de "30 menores de 30 años" más influyentes del mundo en 2016. Y, en 2017, fue considerada como una de las principales influencers de la moda, junto con Chiara Ferragni, Leandra Medine y Danielle Bernstein, por mencionar algunas. Esto le ha permitido participar como embajadora de diversas marcas tales como Armani, Tiffany & Co., Michael Kors, Levi’s, True Religion, Bloomingdale’s, Lacoste y Gentle Monster, entre otras.